# Omaha (popolo)

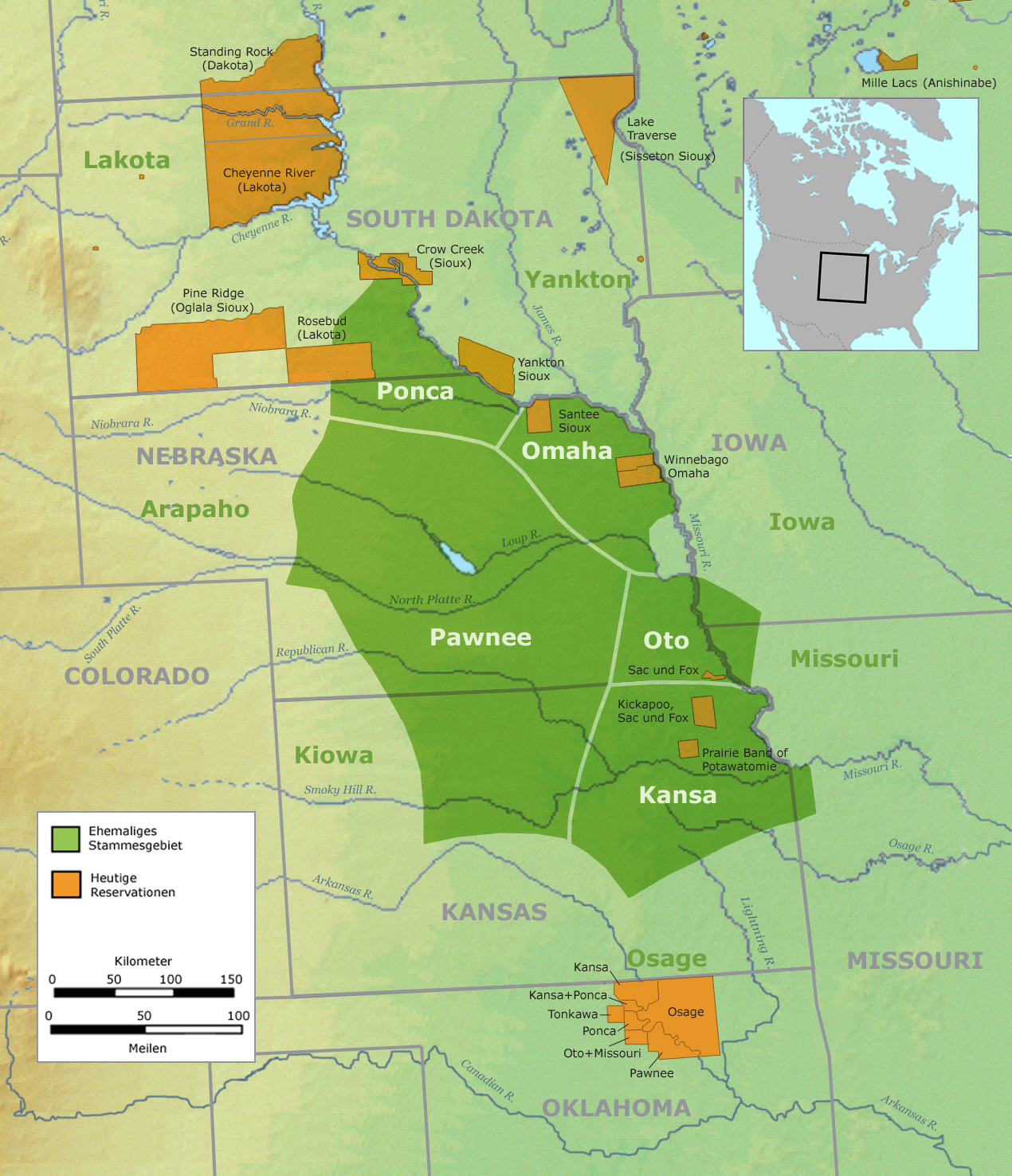
Territorio tribale degli Omaha (verde) e riserva attuale (arancione)

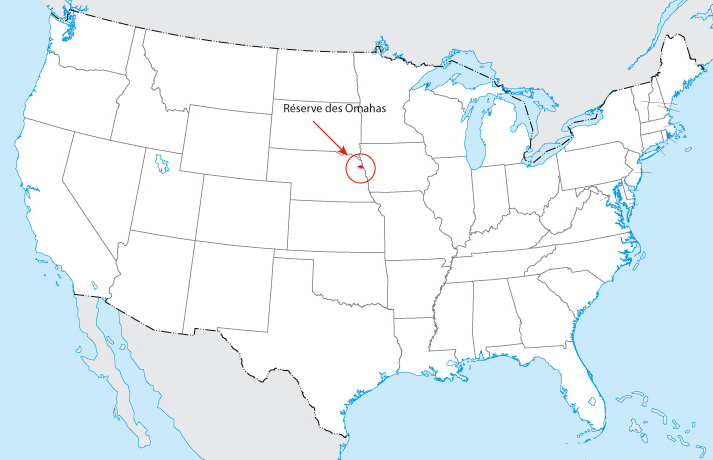
Riserva degli Omaha

Gli Omaha sono un popolo di nativi americani di lingua siouan residenti nella regione delle Grandi Pianure. Gli Omaha sono una tribù federalmente riconosciuta negli Stati Uniti. Attualmente la maggior parte degli Omaha vive nella Riserva Omaha che si trova a cavallo fra gli Stati del Nebraska e dello Iowa.

## Storia
In origine i due gruppi siouan dei Chiwere, comprendenti i Winnebago, i Missouri, gli Iowa e gli Oto e dei Dhegiha, comprendenti gli Osage, i Kansa, i Ponca, gli Omaha ed i Quapaw, vivevano nello stesso luogo. Poi, intorno al 1000 d.C. i due gruppi iniziarono a divergere. Gli Iowa, Oto e i Missouri si separarono dai Winnebago presso Green Bay e si spostarono più a sud. Gli Iowa si insediarono presso il fiume omonimo presso la sua confluenza con il Mississippi, mentre gli Oto ed i Missouri proseguirono più a sud stabilendo degli insediamenti presso la confluenza del Grand e del Missouri. In seguito gli Oto si separarono dai Missouri spostandosi più a monte sul Missouri.
Il gruppo dei Dhegiha viveva lungo la valle del fiume Ohio. Poi il gruppo si spostò verso sud e verso ovest lungo la valle del Mississippi. I Quapaw si separarono dagli altri e si insediarono più a sud nell'Arkansas orientale mentre gli altri gruppi risalirono il Mississippi fino alla foce del Missouri. Questi gruppi quindi risalirono il Missouri fino alla foce del fiume Osage presso l'attuale Jefferson City. Qui gli Osage si separarono risalendo il fiume Osage e stabilendosi in quello che l'attuale Missouri orientale, mentre i Kansa si stabilirono lungo il fiume Kansas nell'attuale stato del Kansas. Gli Omaha ed i Ponca continuarono a risalire il Missouri fino ad arrivare nella parte nord-orientale dell'attuale Nebraska. Secondo alcuni studiosi i suddetti spostamenti sono da attribuirsi al periodo Oneota.

## Geografia
La Riserva Omaha si trova nel Nebraska orientale, lungo il Missouri. Essa occupa principalmente la Contea di Thurston in Nebraska, ma occupa anche parte delle contee di Cuming e Burt (Nebraska) e della Contea di Monona nello Iowa. La riserva ha una superficie di 795,20 km². Secondo i dati del censimento 2000 la popolazione della riserva era di 5.194 persone.